# 국무원국유자산감독관리위원회
국무원국유자산감독관리위원회(중국어: 国务院国有资产监督管理委员会, 영어: )State-owned Assets Supervision and Administration Commission of the State Council, 약칭 SASAC)는 중화인민공화국 국무원 특설 직속기구로 2003년에 설립된 중화인민공화국의 국유기업을 관리·감독하는 조직이다. 국유기업의 임원·경영진의 임명, 주식이나 자산의 매매, 국유기업에 관한 법령의 기초등을 그 업무로 한다.
SASAC가 관리 감독하는 국유기업을 중앙기업이라고 하며, 2020년 현재 97사가 존재한다.

## 같이 보기
- 로스텍